# Horst Löffler
Horst Löffler (n. 17 martie 1942, Langenau, Baden-Württemberg, Germania) este un înotător german, medaliat olimpic. A participat la o ediție a Jocurilor Olimpice (1964) în care a câștigat o medalie de argint.

## Participări
Lista de mai jos prezintă principalele competiții la care a participat Horst Löffler de-a lungul carierei.
- swimming at the 1964 Summer Olympics – men's 4 × 100 metre freestyle relay[*]